# Texte occidental

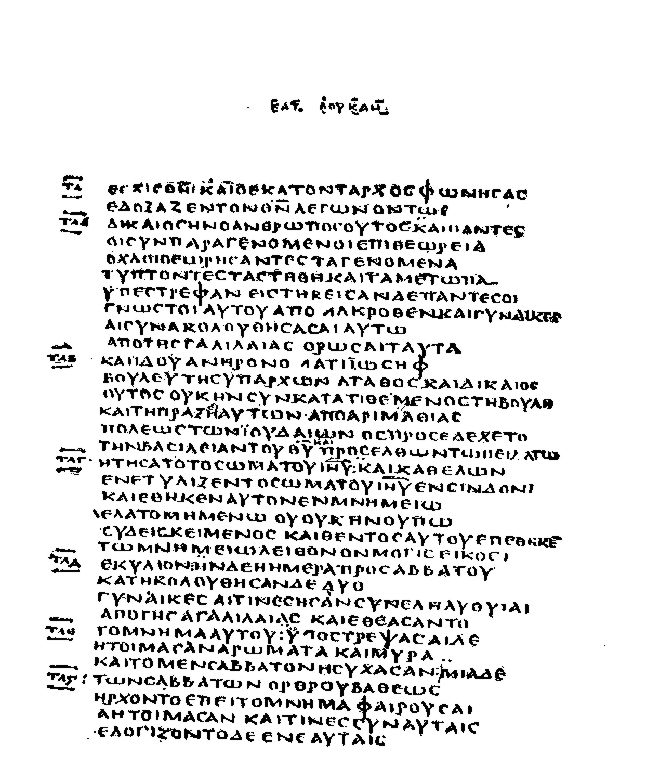
Codex Bezae - principal témoin du “texte occidental” - Page du texte grec - Luc 23,47-24,1

Depuis Griesbach (1775) et Michaelis (1802), les spécialistes de la critique textuelle identifient quatre grands types ou familles de texte du Nouveau Testament : alexandrin, occidental, césaréen et byzantin,.
Le texte occidental est la version du Nouveau Testament qui, traduite depuis le grec, a fixé le texte de la Vulgate latine et de la bible syriaque. C’est aussi celle que l’on retrouve dans les citations de certains pères de l’Église des IIe et IIIe siècles : Cyprien, Tertullien et Irénée de Lyon. Le texte occidental possède des traits caractéristiques que l’on retrouve notamment dans les Évangiles, les Actes des Apôtres et les épîtres pauliniennes ; il ne comporte ni les épîtres catholiques, ni l’Apocalypse. L’appellation « texte occidental » est due à l'érudit allemand Semmler (1725–1791), qui situait son origine dans les premiers foyers chrétiens en Occident.

## Traits caractéristiques
- Lacunes de la tradition occidentale : Matt 16,2-3; Luc 22,43-44; Jean 5,4; 7,53-8,11; 21,25; Rom 16,24.

Le texte occidental a été conservé par les manuscrits suivants : 
| Signe                             | Nom                   | Date        | Contenu                                        |
| {\displaystyle {\mathfrak {P}}}37 | Papyrus 37            | ca. 300     | fragment de Mt 26                              |
| {\displaystyle {\mathfrak {P}}}38 | Papyrus Michigan      | c. 300      | fragment de Ac                                 |
| {\displaystyle {\mathfrak {P}}}48 | Papyrus 48            | IIIe siècle | fragment de Ac 23                              |
| {\displaystyle {\mathfrak {P}}}69 | Oxyrhynchus XXIV      | IIIe siècle | fragment de Lc 22                              |
| 0171                              |                       | IVe siècle  | fragments de Mat et Lc                         |
| (01) ﬡ                            | Codex Sinaiticus      | IVe siècle  | Jn 1,1-8,38                                    |
| Dea (05)                          | Codex Bezae           | c. 400      | Évangiles et Actes                             |
| W (032)                           | Codex Washingtonianus | Ve siècle   | Mc 1,1-5,30                                    |
| Dp (06)                           | Codex Claromontanus   | VIe siècle  | Actes, Épîtres catholiques, et Épîtres de Paul |
| Fp (010)                          | Codex Augiensis       | IXe siècle  | Épîtres de Paul                                |
| Gp (012)                          | Codex Boernerianus    | IXe siècle  | Épîtres de Paul                                |

Autres sources manuscrites{\displaystyle {\mathfrak {P}}}25, {\displaystyle {\mathfrak {P}}}29 (?), {\displaystyle {\mathfrak {P}}}41, 066, 0177, 36, 88, 181, 255, 257, 338, 383, 440, 614, 913, 915, 917, 1108, 1245, 1518, 1611, 1739, 1836, 1874, 1898, 1912, 2138, 2298.